# W8 (kolej)

Wzór wskaźnika W 8 – wersja zwykła (po lewej) i o zmniejszonym wymiarze do umieszczenia w międzytorzu (po prawej)

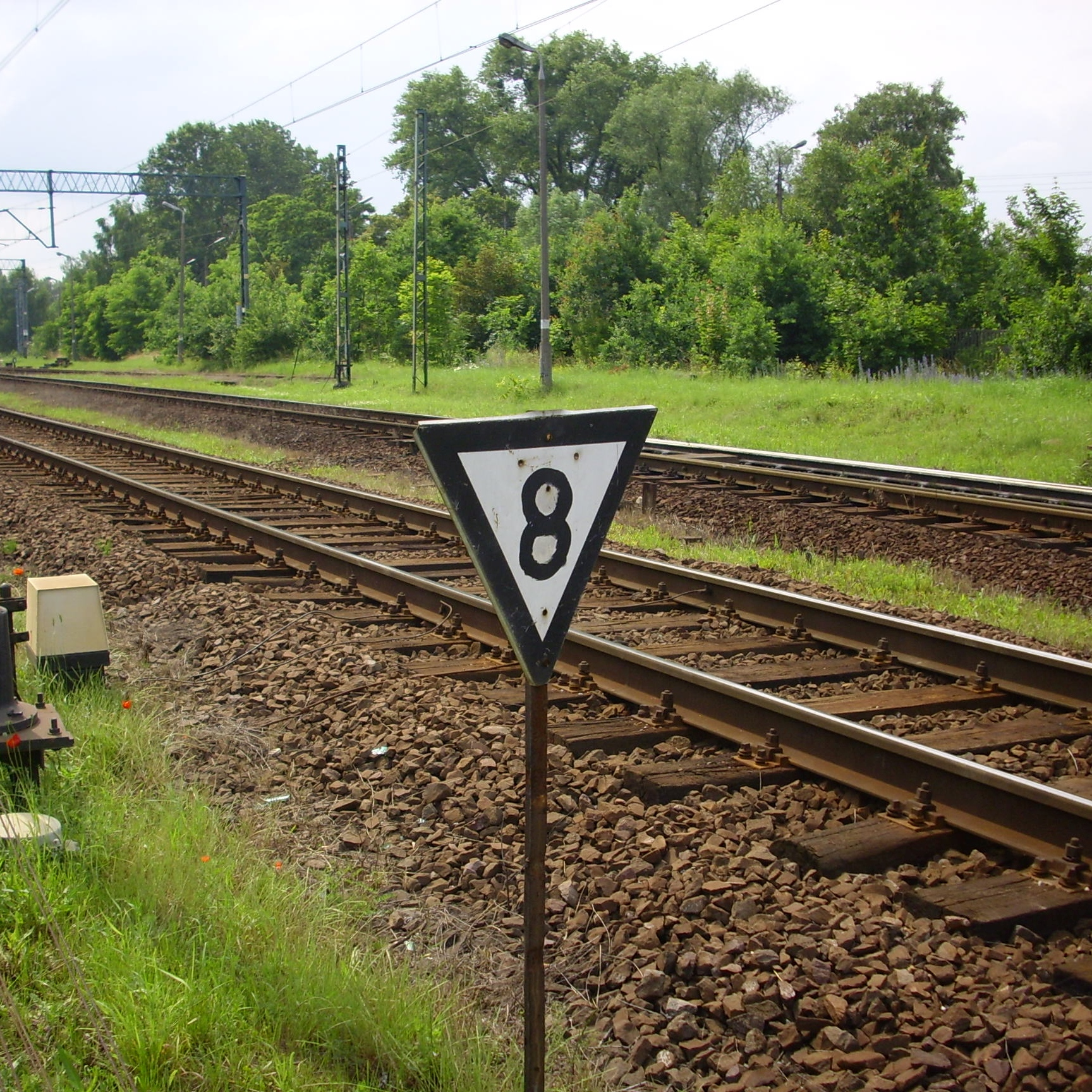
Znak ograniczenia prędkości pociągu do 80 km/h

W 8 „Wskaźnik ograniczenia prędkości” – wskaźnik kolejowy w Polsce oznaczający konieczność zmniejszenia prędkości jazdy pociągu.

## Linie normalnotorowe i szerokotorowe

### Wygląd
W ruchu na liniach kolejowych normalnotorowych i szerokotorowych wskaźnik ma formę trójkątnej białej tablicy (trójkąt równoboczny) z czarnym obramowaniem, zwróconej wierzchołkiem ku dołowi, a na niej czarna liczba wskazująca dozwoloną prędkość. Cyfra na wskaźniku oznacza prędkość w dziesiątkach km/h. Wskaźnik bez liczby oznacza ograniczenie prędkości do 20 km/h (dawniej 15 km/h). Gdy nie można ustawić tej tablicy z zachowaniem skrajni, stosuje się tablicę zwróconą wierzchołkiem ku górze i umieszcza ją nisko na wysokości główki szyny. Wskaźnika W 8 nie oświetla się w porze nocnej.

### Zasady ustawiania
Wskaźnik stosuje się wówczas, gdy ostrzeżenie jest ujęte w wykazie ostrzeżeń stałych. Ustawia się go w odległości drogi hamowania obowiązującej na danej linii przed początkiem odcinka, po którym należy jechać ze zmniejszoną prędkością. Ponadto miejsce to, a w miarę potrzeby także miejsce, od którego wolno powrócić do normalnej prędkości, oznacza się wskaźnikami W 9.
- Na szlaku jednotorowym oraz w obrębie stacji – z prawej strony toru dla każdego kierunku jazdy (niezależnie od tego czy ruch odbywa się w jednym czy w obu kierunkach);
- Na szlaku dwutorowym – po zewnętrznej stronie torów;
- Na szlaku wielotorowym (przy liczbie torów większej niż 2):
  - przy torach skrajnych (zewnętrznych) – po zewnętrznej stronie torów (tak jak na szlaku dwutorowym),
  - przy torach nieskrajnych (wewnętrznych) – z prawej strony toru dla każdego kierunku jazdy po danym torze (tak jak na szlaku jednotorowym)[2].

Jeżeli na szlaku wielotorowym szerokość międzytorza nie pozwala na umieszczenie typowego wskaźnika W 8, wówczas umieszcza się go nisko na wysokości główki szyny podstawą trójkąta do dołu.
W przypadku konieczności zmniejszenia prędkości pociągów w obrębie stacji na całej jej długości wskaźnik należy ustawić przed stacją, przy tarczy ostrzegawczej odnoszącej się do semafora wjazdowego. W tym przypadku zmniejszenie prędkości obowiązuje do czasu minięcia przez pociąg całej stacji.
Jeżeli zajdzie potrzeba zmniejszenia prędkości tylko na części toru głównego zasadniczego w obrębie stacji, to należy takie miejsce osłonić z obu stron w taki sam sposób, jak na szlaku.

## Linie wąskotorowe
Wskaźnik W 8 na liniach kolejowych wąskotorowych oznacza, że należy zmniejszyć prędkość jazdy i umieszcza się go w celu oznaczenia miejsca, przez które należy przejeżdżać ze zmniejszoną prędkością. Ustawia się go z prawej strony toru, patrząc w kierunku jazdy, w takiej odległości przed miejscem, po którym należy jechać ze zmniejszoną prędkością, aby każdy kursujący tam pociąg miał możliwość zmniejszyć na tej odległości prędkość do wartości określonej na wskaźniku, jednak nie mniejszej niż 100 metrów.
Wskaźnik W 8 stosuje się wówczas, gdy ograniczenie prędkości jest ujęte w regulaminie technicznym kolei wąskotorowej.

## Linie metra
Wskaźnik W 8 „Zmniejszyć prędkość jazdy” mający zastosowanie na liniach metra to biała tablica trójkątna z czarnym obramowaniem i czarną cyfrą wskazującą dopuszczalną prędkość lub bez tej cyfry. Cyfra umieszczona na wskaźniku oznacza dozwoloną prędkość wyrażoną w dziesiątkach km/h, wskaźnik bez cyfry oznacza ograniczenie prędkości do 20 km/h.